# Uroporfirinogén III
A porfirin szintézisekor az uroporfirinogén III-at az uroporfirinogén III-szintáz enzim hozza létre és az uroporfirinogén III-dekarboxiláz enzim koproporfirinogén III-má alakítja. Az uroporfirinogén III tetrapirrol, a hem-, klorofill-, B12-vitamin- és szirohem-bioszintézis első makrociklikus köztiterméke. Más porfirinogénekhez hasonlóan színtelen.

## Szerkezet
Az uroporfirinogén III hexahidroporfinmagból áll, ahol minden pirrolgyűrűn két külső szénatomján a hidrogénatomok helyén ecetsav- (CH2COOH, A) és propionsavcsoport (CH2CH2COOH, P) található aszimmetrikusan (AP-AP-AP-PA).

## Bioszintézis és metabolizmus
Az általános porfirin-bioszintézisben az uroporfirinogén III a lineáris tetrapirrol preuroporfirinogénből (szubsztituált hidroximetilbilán) alakul ki az uroporfirinogén III-koszintázból.
Ez az utolsó pirrol fordítását (az ecetsav- és propionsavcsoportokat megcserélve) és kondenzációt tartalmaz, lezárva a makrociklust a végén lévő hidroxilcsoport és az első gyűrű hidrogénatomjának eliminációjával.
A hemek és klorofillok bioszintézisében az uroporphyrinogen III koproporfirinogén III-má alakul az uroporfirinogén III-dekarboxiláz révén. Szirohemek bioszintézisekor 2 metiltranszferáz dihidroszirohidroklorinná alakítja, ez később szirohidroklorinná oxidálódik, mely a szirohem prosztetikus csoport prekurzora.

### Baktériumokban
A Desulfovibrio vulgaris feltehetően az uroporfirinogén III C-2 és C-7 atomjait metilálja, prekorrin-2-t létrehozva, és képes anaerob körülmények közt hem előállítására. Csak kevés baktérium állít így elő szirohidroklorint, koproporfirin III-at vagy protoporfirin IX-et: bár a Bacillus licheniformisban is megjelenik a szirohidroklorin, esetében a koproporfirinogén III uroporfirinogén III-ból jön létre uroporfirinogén III-dekarboxilázzal, szemben a prekorrin-2-vel.

## Orvosi jelentőség
Inaktív vagy hiányzó uroporfirinogén III-szintáz esetén a hidroximetilbilán spontán az uroporfirinogén I szerkezeti izomerré alakul, mely a III-as izomertől az ecetsav- és propionsavcsoportok szimmetrikus elrendezésében tér el. Ekkor a következő lépés koproporfirinogén I-et hoz létre kongenitális eritropoetikus porfíriát okozva.

## Fordítás
Ez a szócikk részben vagy egészben  az   Uroporphyrinogen III című angol Wikipédia-szócikk ezen változatának fordításán alapul.  Az eredeti cikk szerkesztőit annak laptörténete sorolja fel. Ez a jelzés csupán a megfogalmazás eredetét és a szerzői jogokat jelzi, nem szolgál a cikkben szereplő információk forrásmegjelöléseként.